# 蔡雪瑩
蔡雪瑩 （英語：Snowy Choi Suet Ying，1987年1月13日—），前無綫新聞台及無綫互動新聞台主播、前香港寬頻bbTV香港新聞台記者，現為光大新鴻基銷售員及香港電視娛樂藝員。蔡雪瑩祖籍潮州，幼時家境清貧，早年先後在觀塘順安邨及將軍澳翠林邨長大，曾就讀迦密梁省德學校（1999年上午校）和藍田聖保祿中學，後畢業於香港浸會大學。

## 工作簡歷
2010年7月10日，蔡雪瑩轉到無綫新聞成為無綫新聞台及無綫互動新聞台主播，兼任《中華掠影》節目主持，亦負責星期五晚間新聞《周五搜記》之採訪工作。
由2011年8月6日開始，負責報導六點半新聞報道後的《天氣報告》及晚間新聞後的《晚間天氣報告》；同年8月26日起主持互動新聞台的時事資訊節目—《時事百科》；同年12月19日起主持《新聞提要》。
2013年4月13日起主持《寰宇掠影》。
2014年11月6日，蔡雪瑩正式離任無綫電視新聞部，其後轉往安永會計師事務所出任公關一職。
至2015年4月1日，再轉為自由身擔任企業、品牌或新股發佈會司儀與接拍廣告等工作，亦會嘗試做演員。同年5月12日，加盟光大新鴻基金融集團，負責在「光大新鴻基尊尚資本管理」部門做銷售工作，主力幫上市公司老闆管理財富，並需考取相關牌照。
2015年6月起，在網媒《熱新聞 （页面存档备份，存于）》的「蔡雪瑩頻道 （页面存档备份，存于）」上，每日發表關於客席訪問報道的《雪多一點點 （页面存档备份，存于）》文章，另有撰寫專欄，每周發表三篇文章。
2016年5月18日至6月30日，與陳子豐主持ViuTV的節目歐遊全細界。

## 私生活
2016年4月24日，蔡雪瑩與朱威霖（William）成婚，同時她已經懷孕3個月。因為William父親朱銘泉是香港及中國的商人兼中國全國政協成員，連香港中聯辦主任張曉明亦有到場恭賀。8月18日，蔡雪瑩剖腹生誕下重3.3kg的男嬰，取名Wesley。
2017年12月15日，蔡雪瑩宣佈再度懷孕。2018年6月1日，蔡雪瑩剖腹生誕下重8.25磅的女嬰，取名Sheryl。

## 電視節目主持（TVB）
- 2024年：《美食新聞報道》

## 廣告
- 2015年：寶潔Olay（玉蘭油）
- 2016年：FANCL Tense up
- 2024年：珮夫人止咳露

## 電影
- 2016年：《寒戰II》

## 訪問
- 2015年1月24日：叱咤903《公子會》
- 2015年11月22日：雷霆881《馬路的事》
- 2020年7月27日：Viu TV 《智富通- 女主播至好傾》

## 外部連結
- 蔡雪瑩的新浪微博
- 蔡雪瑩的Facebook專頁
- 蔡雪瑩的Instagram帳戶